# Борје (Ен)
Борје (фр. Beaurieux) насеље је и општина у североисточној Француској у региону Пикардија, у департману Ен (Пикардија) која припада префектури Лаон.
По подацима из 2011. године у општини је живело 785 становника, а густина насељености је износила 81,01 становника/km². Општина се простире на површини од 9,69 km². Налази се на средњој надморској висини од 165 метара (максималној 176 m, а минималној 46 m).

## Демографија
| 1962. | 1968. | 1975. | 1982. | 1990. | 1999. | 2011. |
| ----- | ----- | ----- | ----- | ----- | ----- | ----- |
| 560   | 566   | 577   | 652   | 654   | 704   | 785   |

График промене броја становника у току последњих година